# Slag om Borneo
Tijdens de Slag om Borneo nam het keizerrijk Japan het eiland Borneo in, dat bestond uit de drie Britse protectoraten Sarawak, Brunei en Noord-Borneo, en het westelijk deel van het eiland Kalimantan genaamd, dat onderdeel was van Nederlands-Indië.

## Achtergrond
In september 1940 sloten nazi-Duitsland, Italië en Japan het Driemogendhedenpact, waarin zij elkaar wederzijdse steun beloofden. De val van Frankrijk bood Japan in juli 1941 de mogelijkheid om Frans-Indochina binnen te vallen, waardoor ze toegang kreeg tot de binnenlanden van China, waarmee ze al vanaf 1937 in een oorlog verwikkeld was. Het bracht tevens Nederlands-Indië binnen het strategisch bereik van de Japanners, dat aantrekkelijk was vanwege zijn vele grondstoffen. Na de aanval op Pearl Harbor op 7 december 1941, met als doel de Verenigde Staten vleugellam te maken door het grootste deel van hun vloot te vernietigen, was de inname van de Nederlandse kolonie een logische volgende stap.
Borneo was een aantrekkelijk doelwit. Het was zwak verdedigd en bood veel mogelijkheden voor de winning van aardolie. Aardolie was voor Japan cruciaal om de oorlog op de lange termijn te kunnen volhouden. Bovendien was de inname van Borneo nodig voor de controle van belangrijke zeeroutes naar eilanden als Java, Sumatra en Celebes.
De geallieerde troepen verenigden zich in december 1941 in een gemeenschappelijke commandostructuur onder de naam ABDACOM (American-British-Dutch-Australian Command). Luchtmaarschalk Robert Brooke-Popham had eind 1940 verschillende legeronderdelen verscheept naar Borneo. Deze lagen vooral gelegerd rondom Kuching. De totale legermacht had een omvang van ongeveer 1050 manschappen. De Witte Rajah-regering had nog zo'n 1500 man op de been gebracht die georganiseerd waren als de Sarawak Rangers.
De Nederlandse strijdkrachten hadden zich gecentreerd rondom het vliegveld Singkawang II, dat in de buurt van de grens met Sarawak lag. Dat vliegveld werd verdedigd door meer dan 700 man. Op 25 november arriveerden vijf Brewster F2A-gevechtsvliegtuigen en tien Martin B-10-bommenwerpers. De Marine Luchtvaartdienst had een basis in Pontianak, met drie Dornier Do 24-vliegboten en beschermd door een KNIL-garnizoen, dat uit bijna 500 soldaten bestond en onder leiding stond van luitenant-kolonel Dominicus Mars

## Gevechten
De hoofdmacht van de Japanse invasiemacht, die onder leiding stond van majoor-generaal Kiyotake Kawaguchi, werd gevormd door de 35e infanteriebrigade. Zij vertrok op 13 december vanuit Cam Ranh Bay in Frans-Indochina en bestond uit tien transportschepen. Ze werd geëscorteerd door een kruiser, vier torpedoboten en een onderzeeboot. De ondersteuningsgroep bestond uit twee kruisers en twee torpedoboten. De eerste doelwitten waren Miri en Seria, twee steden aan de noordkust van Borneo met in de buurt grote olievelden. Direct na de aanval op Pearl Harbor waren de Britten al overgegaan tot de vernieling van de olliewinningsinstallaties, net op tijd aangezien de Japanners een week later al arriveerden en beide plaatsen met weinig verzet innamen. Een ander doelwit was Kuching en de nabij liggende vliegvelden. Het konvooi daarnaartoe werd echter ontdekt en aangevallen door de Nederlandse Martin B-10-bomenwerpers, maar met weinig schade. Meer succes hadden de drie Dornier Do 24-vliegboten die daarna volgden, hoewel er één werd neergeschoten. Een andere vliegboot plaatste een voltreffer en bracht de torpedoboot Shinonome tot zinken. Beide overgebleven vliegboten vielen op 18 en 19 december nog de Japanners bij Miri aan, maar trokken zich daarna terug naar Sumatra aangezien de Japanners het vliegveld Sinkawang II hadden ontdekt en meteen overgingen tot de aanval.
Vanuit Miri vertrok op 22 december een Japans konvooi richting Kuching, maar het werd ontdekt door een Nederlandse vliegboot. Deze seinde dit door waarop de Nederlandse onderzeeër de Hr.Ms. K XIV in de nacht van 23 december in het konvooi infiltreerde en twee transportschepen tot zinken gebracht, met honderden Japanse doden tot gevolg. Het grootste deel van de troepenmacht arriveerde echter wel in Kuching en de aanwezige Britten daar werden overlopen en moesten de stad opgeven. De overlevenden van het 15e Punjab-regiment trokken zich terug op Sinkawang
In de volgende nacht wist een andere Nederlandse onderzeeër de Hr.Ms. K XVI de Japanse torpedoboot Sagiri 50 kilometer ten noorden van Kuching tot zinken te brengen. Op 25 december werd de K XVI op haar beurt door een Japanse onderzeeër naar de bodem van zee gejaagd. Alle 36 bemanningsleden verloren het leven. Op 24 en 28 december bombardeerden B-10-bommenwerpers vanuit Singapore de Japanners in Kuching. Op 26 december brachten geallieerde bommenwerpers een mijnenveger en een vrachtschip tot zinken.
Intussen trok op 31 december 1941 een Japanse troepenmacht verder noordwaarts om ook Brunei, Labuan en Jesselton (tegenwoordig bekend onder de naam Kota Kinabalu) in te nemen. Op 18 januari 1942 landde de Japanners in kleine vissersbootjes bij Sandakan, het regeringscentrum van Noord-Borneo. Hoewel de Britten beschikten over een troepenmacht van een kleine 650 man, was er nauwelijks sprake van verzet en gaf de Britse gouverneur Charles Robert Smith zich over.
Sinkawang was ook op 29 december gevallen, waarna de overgebleven Nederlandse en Britse troepen zich in de jungle terugtrokken en zich naar het zuiden te verplaatsen naar Sampit en Pangkalanbun. Zuid- en Centraal-Kalimantan werden intussen door Japan aangevallen vanuit het westen en oosten. Op 29 januari 1942 viel Pontianak als laatste belangrijke plaats op Borneo. De laatste geallieerde troepen die zich terug hadden getrokken in de jungle gaven zich op 1 april 1942 over.
Azië in de Tweede Wereldoorlog · Verovering van Nederlands-Indië door Japan · Japanse bezetting van Nederlands-Indië · Invasie van Sumatra in 1942 · Verovering van Atjeh door Japan · Strijd om Palembang · Slag om Borneo · Slag om Balikpapan · Verovering van Bandjermasin (1942) · Strijd om Tarakan (1942) · Strijd om Tarakan (1945) · Strijd om Borneo (1945) · Strijd om Noord-Borneo · Strijd om Balikpapan (1945) · Slag in de Straat van Soenda · Eerste Slag in de Javazee · Tweede Slag in de Javazee · Slag om Java · Slag in de Straat Badoeng · Strijd om Celebes · Guerrillaoorlog van het Indische leger op Nieuw-Guinea · Overakker-complot · Nederlandse verzets- en guerrillagroeperingen in Nederlands-Indië · Slag bij Straat Makassar · Slag bij Manado · Slag om Ambon · Japanse bezetting van Saparoea · Slag om Timor · Verovering van de Riau-archipel · Aanval op Broome · Laatste vlucht van KNILM PK-AFV  · Strijd om Soerabaja (1945)